# The Child Stealers of Paris
The Child Stealers of Paris è un cortometraggio muto del 1913 diretto da Herbert Brenon.

## Produzione
Il film fu prodotto da Carl Laemmle per l'Independent Moving Pictures Co. of America (IMP). La riedizione fu prodotta dalla Rex Motion Picture Company. Venne girato a Parigi.

## Distribuzione
Distribuito dall'Universal Film Manufacturing Company, il film uscì nelle sale cinematografiche USA il 20 novembre 1913.